# Hugo Avendaño
Hugo Avendaño Espinoza (Tuxpan, Veracruz, México; 8 de marzo de 1927-Ciudad de México; 5 de enero de 1998) fue un barítono y actor mexicano reconocido a nivel mundial, uno de los máximos exponentes de la música lírica y popular romántica mexicana.

## Inicios y trayectoria artística
Fue estudiante de la Facultad de Medicina de la UNAM, pero abandonó la carrera de medicina para estudiar canto en la tesitura de barítono ligero. Inició sus estudios con lecciones de técnica vocal en la prestigiosa Academia de Canto del Maestro José Pierson, quien también enseñó canto a figuras como José Mojica, Alfonso Ortiz Tirado, Fanny Anitúa, Jorge Negrete, Pedro Vargas, Ramón Vinay, Francisco Avitia, y José Sosa Esquivel. Más adelante realizó estudios con maestros particulares, entre los que se encontraban Rodríguez, Morelli y Rosette. Posteriormente, estudió en la Metropolitan Opera House de Nueva York, con James Dietsch y Kimball, maestros del barítono Leonard Warren.

## Operas
En 1950 debutó en el Palacio de Bellas Artes de México, interpretando el papel de Amonasro en la ópera de Giuseppe Verdi, Aida. Participó en varias temporadas de ópera en la Ciudad de México, Guadalajara, Monterrey y Veracruz. En su repertorio figuran óperas como Rigoletto, Il trovatore, La Traviata, Un Ballo In Maschera de Giuseppe Verdi, Pagliacci de Ruggero Leoncavallo, Fausto de Charles Gounod, así como Carmen de Georges Bizet, Tosca, Turandot y Madame Butterfly de Giacomo Puccini. Compartió escenario con la soprano Betty Fabila, y presentaciones en conciertos con obras sinfónicas de Darius Milhaud, Carmina Burana, entre otras.
Ganó el certamen llamado El Gran Caruso en honor al gran tenor napolitano Enrico Caruso, donde viajó a Brasil y obtuvo el premio para cantar al aire en la Metropolitan Opera House de Nueva York, con el reconocimiento del gran barítono Leonard Warren.
Su estilo popular romántico y su dominio de varios géneros musicales lo llevó a presentarse con gran aceptación en varios países de Latinoamérica, Centroamérica y Estados Unidos, donde recibió, a su vez, varios reconocimientos. Ganó varios premios y condecoraciones en Europa, Centro y Sudamérica y EE.UU.
A partir de 1955 empezó a inclinarse por el canto profesional en el género de la música popular romántica mexicana. Fue presentándose y actuando en la radio en la XEW y en la televisión con la televisora Telesistema Mexicano en los programas De visita a las 7 (1959) y El Estudio de Pedro Vargas (1959). Posteriormente hizo aparición en Televisa, en cuatro episodios del programa Variedades de medianoche: "Vedettes y bohemia", "Presentando a los Randall”, “Bohemia y una bella vedette” y "6 Invitados" (1977). También, apareció en algunos especiales del Canal 13 (hoy Televisión Azteca). 
Fue una de las grandes estrellas de "La hora azul" de la radiodifusora XEW, y también, fue uno de los mejores intérpretes del músico-poeta y compositor Agustín Lara, grabando el disco Mis favoritas de Lara bajo el sello discográfico RCA Víctor. Como exponente de la música popular mexicana también interpretó y grabó con el mismo sello discográfico canciones de autores como Manuel M. Ponce, Lorenzo Barcelata, Ignacio Fernández Esperón "Tata Nacho", Alfonso Esparza Oteo, María Grever, Arturo Tolentino, Miguel Lerdo de Tejada y Francisco Gabilondo Soler "Cri-Cri". Entre ellos también figuraba en su círculo el cantante Miguel Aceves Mejía, tío de su yerno.[cita requerida]
A lo largo de su carrera recibió alrededor de 90 premios. Estuvo casado muchos años con la soprano Graziella Garza. Juntos tuvieron tres hijos: Hugo Ricardo Avendaño Garza y Rodrigo Avendaño Garza, destacados empresarios, y Laura Graziella Avendaño Garza, quien es ahijada de la actriz María Victoria, radicada en la ciudad de Chihuahua junto a su madre, Graziella Garza. 
Luego de algunos años de lucha contra el cáncer de páncreas, murió el 5 de enero de 1998.

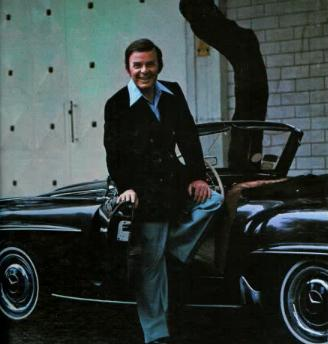
Hugo en su Mercedes 190 SL en México DF.

## Radio y televisión
- La hora azul
- De visita a las 7
- El estudio de Pedro Vargas
- Variedades de medianoche
- Noches tapatías

## Filmografía
Como actor participó en tres películas:
- El Gallo Colorado (1957).
- Melodías inolvidables (1959).
- La Valentina (1966) con María Félix, Eulalio González «Piporro» y Graziella Garza.

## Canciones populares
- Júrame.
- Rayando el sol.
- A la orilla de un palmar.
- Ojos de juventud.
- Perjura.
- Errante.
- Altiva.
- Morenita mía.
- María Elena.
- La borrachita.
- Granada.
- Ojos españoles.
- La casita.
- Nunca digas.
- Un viejo amor.
- Amapola.
- El organillero.
- Dime que sí.
- Tipitipitín.
- Negra consentida.
- Divina mujer.
- Janitzio.
- Noche azul.
- Collar de perlas.
- Morir soñando.
- Dónde estás corazón.
- Secreto eterno.
- Cuando escuches este vals.
- Por ti aprendí a querer.
- Mientes.
- Hay unos ojos.
- No vuelvo a amar.
- La norteña.
- Marchita el alma.
- Martha.
- Alejandra (vals).
- Tú, tu y tú.
- El faisán (vals).
- Oración Caribe.
- Amor, amor.
- Adiós Mariquita linda.
- Adiós mi chaparrita.
- Intimo secreto.
- Madrigal Mexicano.
- Estoy enamorado de ti (RCA VÍCTOR MKL-1365, y las siguientes 11 canciones).
- Como eres bonita.
- Dios dijo no.
- Serás mía.
- Novia Amorosa.
- Río del Sur.
- Promesas de mujer.
- Alma de mi alma.
- Sierra madre.
- Bendito amor.
- Ojos perversos.
- Adiós Mariana.
- Concierto de Amor (RCA VÍCTOR MKL-1214, y las siguientes 4 canciones).
- Por qué.
- Rosalía.
- Amar en silencio.
- Un beso.
- Despierta (RCA VÍCTOR MKS- 1983, y las siguientes 8 melodías).
- Nocturnal.
- Aquellos ojos verdes.
- Lamento borincano.
- Caminante del Mayab.
- Nochecita.
- Madrigal.
- Dos arbolitos.
- Buenas noches mi amor.